# العلاقات الأمريكية التنزانية
العلاقات الأمريكية التنزانية هي العلاقات الثنائية التي تجمع بين الولايات المتحدة وتنزانيا.

## مقارنة بين البلدين
هذه مقارنة عامة ومرجعية للدولتين:
| وجه المقارنة                                              | الولايات المتحدة                                                                                                  | تنزانيا                        |
| --------------------------------------------------------- | --- | ------------------------------ |
| المساحة (كم2)                                             | 9.83 مليون | 947.30 ألف                     |
| عدد السكان (نسمة)                                         | 311.58 مليون | 57.31 مليون                    |
| الكثافة السكانية (ن./كم²)                                 | 31.7 | 60.5                           |
| العاصمة                                                   | واشنطن العاصمة | دودوما                         |
| اللغة الرسمية                                             | لغة إنجليزية | اللغة السواحلية، لغة إنجليزية  |
| العملة                                                    | دولار أمريكي | شيلينغ تانزاني                 |
| الناتج المحلي الإجمالي (بليون دولار)                      | 19.39 تريليون | 52.09 مليار                    |
| الناتج المحلي الإجمالي (تعادل القوة الشرائية) بليون دولار | 18.04 تريليون | 138.73 مليار                   |
| الناتج المحلي الإجمالي الاسمي للفرد دولار أمريكي          | 56.12 ألف | 878                            |
| الناتج المحلي الإجمالي للفرد دولار أمريكي                 | 54.63 ألف | 2.54 ألف                       |
| مؤشر التنمية البشرية                                      | 0.920 | 0.521                          |
| رمز المكالمات الدولي                                      | +1 | +255                           |
| رمز الإنترنت                                              | .us، حكومة، .mil، Edu.                                                                                            | .tz                            |
| المنطقة الزمنية                                           | توقيت ساموا الأمريكية، توقيت أطلنطي موحد، منطقة زمنية وسطى، توقيت ألاسكا ‏، المنطقة الزمنية الجبلية، توقيت تشامرو ‏ | ت ع م+03:00، توقيت شرق أفريقيا |

## مدن متوأمة
في ما يلي قائمة باتفاقيات التوأمة بين مدن أمريكية وتنزانية:
- ترتبط فاليجو مع باجامويو باتفاقية توأمة منذ 9 ديسمبر 1969.
- ترتبط درم مع أروشا باتفاقية توأمة.
- ترتبط فريسنو مع موروغورو باتفاقية توأمة.
- ترتبط كانساس سيتي مع أروشا باتفاقية توأمة.

## منظمات دولية مشتركة
يشترك البلدان في عضوية مجموعة من المنظمات الدولية، منها:
| علم المنظمة | اسم المنظمة                               | تاريخ انضمام الولايات المتحدة | تاريخ انضمام تنزانيا |
| ----------- | ----------------------------------------- | ----------------------------- | -------------------- |
|             | وكالة ضمان الاستثمار متعدد الأطراف        | 12 أبريل 1988                 | 19 يونيو 1992        |
|             | الاتحاد الدولي للاتصالات                  | 1 يوليو 1908                  | 31 أكتوبر 1962       |
|             | يونسكو                                    | 4 نوفمبر 1946                 | 6 مارس 1962          |
|             | البنك الإفريقي للتنمية                    | ?                             | ?                    |
|             | الأمم المتحدة                             | 24 أكتوبر 1945                | 14 ديسمبر 1961       |
|             | المركز الدولي لتسوية المنازعات الاستشارية | 14 أكتوبر 1966                | 17 يونيو 1992        |
|             | البنك الدولي للإنشاء والتعمير             | 27 ديسمبر 1945                | 10 سبتمبر 1962       |
|             | مؤسسة التمويل الدولية                     | 20 يوليو 1956                 | 10 سبتمبر 1962       |
|             | منظمة الشرطة الجنائية الدولية             | ?                             | ?                    |
|             | مؤسسة التنمية الدولية                     | 24 سبتمبر 1960                | 6 نوفمبر 1962        |
|             | الاتحاد البريدي العالمي                   | ?                             | ?                    |
|             | منظمة حظر الأسلحة الكيميائية              | ?                             | ?                    |
|             | منظمة التجارة العالمية                    | ?                             | 1995                 |

## أعلام
هذه قائمة لبعض الشخصيات التي تربطها علاقات بالبلدين:
- بنيامين مكابا (رئيس سابق في تنزانيا، 12 نوفمبر 1938[26] – )

## وصلات خارجية
- موقع وزارة الخارجية الأمريكية
- موقع وزارة الخارجية التنزانية